# Mucchi di gente
Mucchi di gente è un singolo della cantautrice italiana Nathalie, pubblicato il 9 settembre 2011 come terzo estratto dal primo album in studio Vivo sospesa. Il brano è stato interamente scritto da Nathalie. Esso mostra sfumature abbastanza diverse rispetto ai primi due singoli estratti dall'album Vivo sospesa e tratta il tema dell'indifferenza.

## Video musicale
Il videoclip è stato presentato a Venezia, in anteprima, in occasione del Sony Ericsson Film Contest. Girato interamente con un telefonino Xperia Arc dal regista Leandro Manuel Emede, il video mostra tutte le sfaccettature della personalità di Nathalie in una suggestiva atmosfera dark.

## Tracce
Download digitale
1. Mucchi di gente – 3:48